# Citlivé zuby
Citlivé zuby jsou zuby, které bolestivě a nepříjemně reagují na teplé a studené podněty. Příčin citlivých zubů je několik, od obnažených zubních krčků, přes zeslabení zubní skloviny až po bělení zubů.

## Příčiny citlivosti zubů
Citlivost zubů způsobuje zubovina, na jejímž povrchu jsou dentinové kanálky. Když dojde k odhalení zuboviny, zuby jsou citlivé na teplé a studené podněty.
Zuby mohou být citlivé z důvodu:
- Obnažených zubních krčků
- Oslabení zubní skloviny
- Bělení zubů

### Obnažené zubní krčky
Zubní krček je část zubu, která se u zdravých pacientů nachází až pod dásní. Nesprávným čištěním a používáním příliš tvrdého kartáčku si pacienti sami způsobí ústup dásně a odhalení zubního krčku. Ten již není pokrytý sklovinou, ale pouze vrstvou zuboviny. Ústup dásně může ovšem být způsobem i nepoužíváním mezizubního kartáčku, nevhodnou stravou. Obnažený zubní krček je také varováním pro budoucí vznik parodontózy.

### Oslabená zubní sklovina
Oslabená zubní sklovina souvisí také se špatnou technikou čištění zubů a používáním tvrdých zubních kartáčků. K oslabení skloviny nejčastěji dochází při čištění zubů horizontálním pohybem. K oslabení zubní skloviny může ale též dojít v případě naleptání zubu v důsledku zvýšené konzumace kyselých potravin či nápojů.

### Bělení zubů
S citlivostí zubů se setkáváme také po podstoupení bělení zubů. Jedná se ovšem pouze o krátkodobou citlivost, která sama přibližně týden po bělení zubů odezní.

## Řešení problému s citlivými zuby
Citlivost zubů je nepříjemný problém, který je potřebný zavčasu řešit, a to těmito způsoby:
- Správnou technikou čištění zubů
- Používáním speciálních produktů
- Lékařským vyšetřením citlivého zubu

### Správná technika čištění zubů
Správná technika čištění zubů je nejúčinnější metodou k předcházení citlivosti zubů. S jejím osvojením pomáhají pacientům zubní lékaři, dentální hygienistky, případně lze zvolit cestu samoučení za pomoci videí s návodem na správné čištění zubů.

### Používání speciálních produktů
Řešením počáteční anebo mírné citlivosti může být používání zubních past na citlivé zuby. Ty se používají místo běžných past pro každodenní čištění a obsahují zvýšené množství fluoridů. Mohou obsahovat také hydroxyapatit, kalciumfosfát nebo jiné sloučeniny, které snižují dráždivost odhalených zubních krčků. Na trhu lze nalézt také více speciálních gelů, které se aplikují nárazově anebo krátkodobě. Ty mají zvýšený obsah vápníku nebo fluoridů a přispívají k posílení zubní skloviny.

### Lékařské ošetření citlivého zubu
V krajních případech výrazné citlivosti zubů se přechází k lékařskému ošetření citlivého zubu. Na odhalený dentin se může aplikovat fotokompozitní hmota. V tomto případě dojde pouze k mírnému naleptání zubu a jeho následnému tzv. přelakování. Výhodou této metody, že prakticky nedochází k zásahu do zubu. Druhou možností je citlivou část zubu překrýt bílou kompozitní výplní. V takovém případě se pro takovou výplň vytváří prostor vybroušením části zubu. Poslední možností, ke které se přistupuje velmi výjimečně, je vyjmutí nervů ze zubu. I když se jedná o metodu definitivní, zubní lékaři se k ní příliš neuchylují.